# Parade
Parade er et festligt eller  højtideligt optog hvori som regel uniformerede personer er opstillet i  formation eller marcherer med musikledsagelse, faner eller lignende ofte til ære for en person eller en institution eller i anledning af en historisk begivenhed. Ofte som en militær opvisning, foran for eksempel generaler og politiske ledere.